# Maumoon Abdul Gayoom
Maumoon Abdul Gayoom (Malé, 29 de dezembro de 1937) é um político das Maldivas. Foi presidente da República das Maldivas, de 1978 até 2008.

## Vida
Gayoom estudou direito civil e direito islâmico no exterior e se formou em 1966. Depois de retornar às Maldivas em 1971, trabalhou como professor de ensino médio por um ano. Depois disso, Gayoom começou uma carreira como funcionário do governo. Em 1972 passou para o escritório de navegação e em 1974 para o escritório de telecomunicações, de que passou a chefe. A partir de 1975, Gayoom esteve no serviço diplomático, a partir de 1976 no Ministério das Relações Exteriores como representante permanente junto às Nações Unidas. Ele se tornou Ministro dos Transportes em 1977, antes de ser eleito Presidente do estado insular em 1978.
Gayoom substituiu o ex-presidente Ibrahim Nasir. Em outubro de 2003, ele foi reeleito com 90,28% dos votos. Ele era o único candidato e foi nomeado pelo parlamento de Majlis. A escolha assumiu a forma de referendo, as únicas opções disponíveis eram sim ou não.
Gayoom foi criticado por seu estilo de liderança autocrático e amplamente considerado um ditador. De acordo com a Anistia Internacional, em 2003 ocorreram "severas restrições à liberdade de imprensa e os partidos políticos foram prejudicados nas suas atividades". Os motins começaram em setembro de 2003, resultando em prisões. Também houve tiros. O Partido Democrático das Maldivas foi a força de oposição mais forte sob Gayoom.
Os presos políticos na época de Gayoom, e antes dele também, na ausência de prisões, foram em sua maioria exilados para ilhas distantes de seu atol natal. Muitos maldivos continuam a acreditar que o progresso do país se deve em grande parte aos esforços de Gayoom.
Gayoom também foi ministro da Defesa e ministro das finanças de seu país por muito tempo, cargos que ele renunciou em 1 de setembro de 2004. De seus quatro filhos, a filha mais velha, Dunya Maumoon, era vista como a provável sucessora.
Em 29 de outubro de 2008, o moderado Mohamed Nasheed foi eleito sucessor de Gayoom nas primeiras eleições multipartidárias livres.

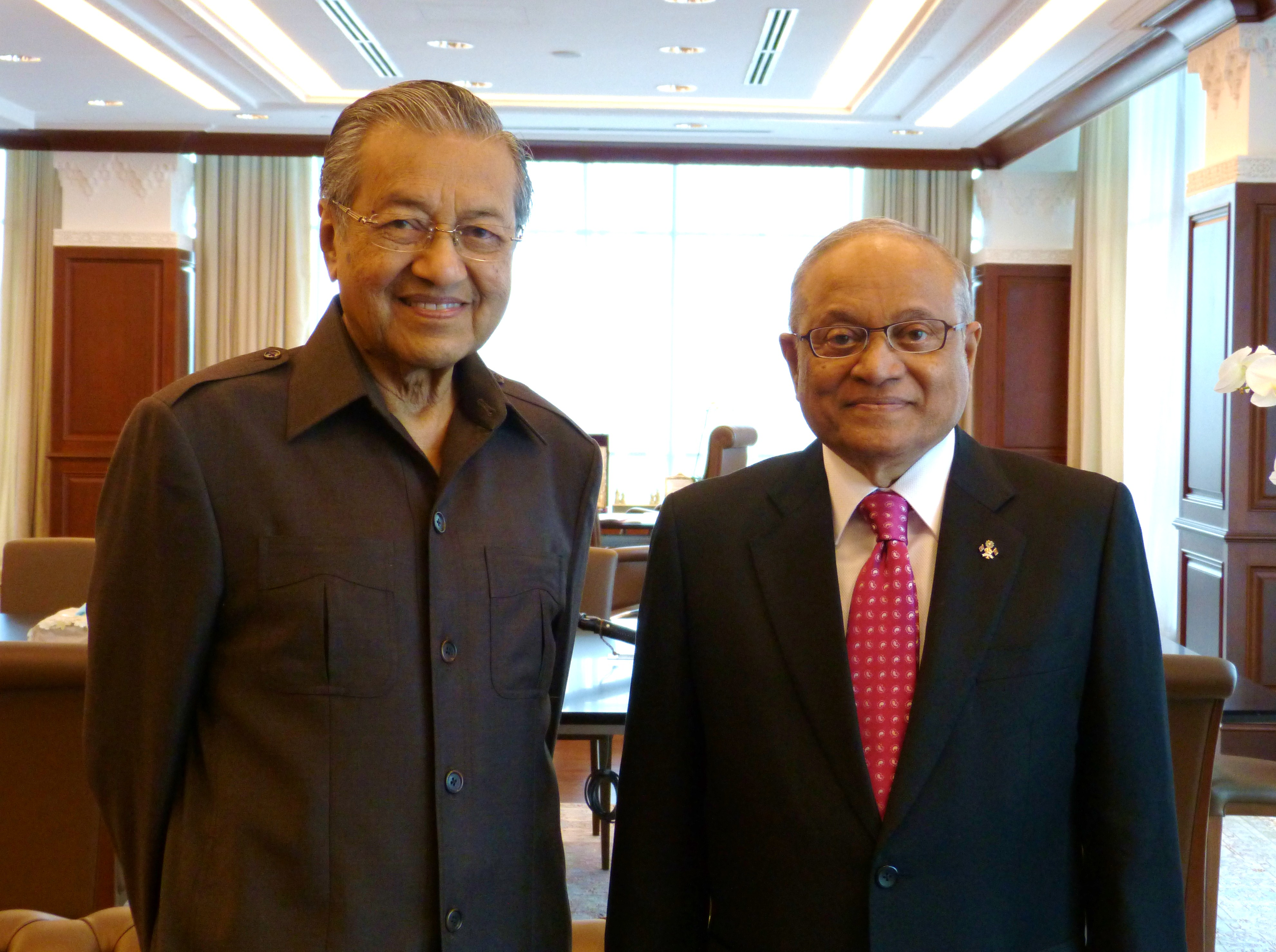
Gayoom encontra-se com o ex-primeiro-ministro da Malásia Mahathir bin Mohamad (27 de dezembro de 2013)

Em 5 de fevereiro de 2018, Gayoom foi preso como resultado de um estado de emergência declarado pelo então presidente Abdulla Yameen, que também é meio-irmão de Gayoom.

## Presidência
Foi eleito em 1978, reeleito em 1983, 1988, 1993, 1998 e 2003.